# Conjunt d'habitatges al carrer Cap de Creus (Gavà)
El Carrer Cap de Creus és una via pública del municipi de Gavà (Baix Llobregat) inclosa en l'Inventari del Patrimoni Arquitectònic de Catalunya.

## Descripció
És un conjunt de cases entre mitgeres de planta baixa i pis, coronat per terrat o teulada de teula aràbiga a dues vessants. Obertures allindanades i d'altres amb arc carpanell. Peanyes arrodonides, carteles i baranes balconeres de ferro forjat. Fusteria de fusta i persianes de llibret.

## Història
Aquest carrer és dels més antics de Gavà, juntament amb el Raval de Molins, Sant Pere i el Carrer Major. A mitjans del s. XIX tenia tretze cases, emperò el creixement de sòl urbà amb la venda dels terrenys de la família Lluch no va beneficiar pas gaire aquest l'indret.